# Joseph de Günzburg
Joseph-Élie, baron de Günzburg (en russe : Барон Е́взель Гаврии́лович Ги́нцбург, Evzel Gavriilovich Ginzburg), né en 1812 à Vitebsk et mort le 12 janvier 1878 à Paris, est un financier et philanthrope russe.

## Biographie
Fils de Gabriel-Jacob Günzburg, citoyen d'honneur héréditaire de Russie, il acquit une grande richesse au cours de la guerre de Crimée, où il avait avancé au tsar des fonds. Günzburg établit une société bancaire à Saint-Pétersbourg, et cette maison de banque poursuivit ses activités, entre autres en ouvrant des filiales à Paris, et dans de nombreuses capitales européennes.
Il est le père de quatre enfants, dont Horace Günzburg.
Il devient conseiller du commerce de l'Empire russe.
En novembre 1861, il a été nommé par le gouvernement russe membre du comité chargé de traiter des questions de la religion juive dans l'Empire russe, les réunions ont duré cinq mois. Il s'efforça de relever le niveau de l'éducation des Juifs, et à cet effet, il a fondé en 1863, avec l'autorisation du gouvernement russe, la Société pour la promotion de la culture parmi les Juifs de Russie, dont il remplissait les fonctions de président jusqu'à sa mort. Grâce aux efforts de Günzburg, les règlements concernant le service militaire des Juifs étaient, en 1874, identiques à celles des peuples d'autres religions. Il a également mis en place un fonds pour le Talmud Torah de Vilnius, ville natale de son père.
Les Günzburg ont été anoblis par le grand-duc de Hesse-Darmstadt le 9 novembre 1870, Joseph a reçu le titre de baron le 2 août 1874.
Les dernières années de sa vie sont essentiellement à Paris : son dernier voyage à Saint-Pétersbourg a lieu de juillet à novembre 1874. Il meurt d'apoplexie à Paris, en son hôtel particulier, le 12 janvier 1878, et de nombreux journaux français rappellent alors son immense fortune et sa collection d'objets d'art.

### Sources
- Lorraine de Meaux, Une grande famille russe. Les Gunzburg, Perrin, 2018.